# Palazzo Scali-Ricasoli
Palazzo Scali-Ricasoli si trova a Firenze in via delle Terme 29.
Il grande palazzo, che confina con palazzo Buondelmonti, risale al Seicento e, nonostante una facciata piuttosto ordinaria, conserva al suo interno inediti affreschi e decori sei-settecenteschi, restaurati da poco.
Dopo alterne vicende il palazzo divenne un istituto scolastico, dove studiò anche Guglielmo Marconi. All'inventore è dedicata una targa datata 1903.

## Altre immagini

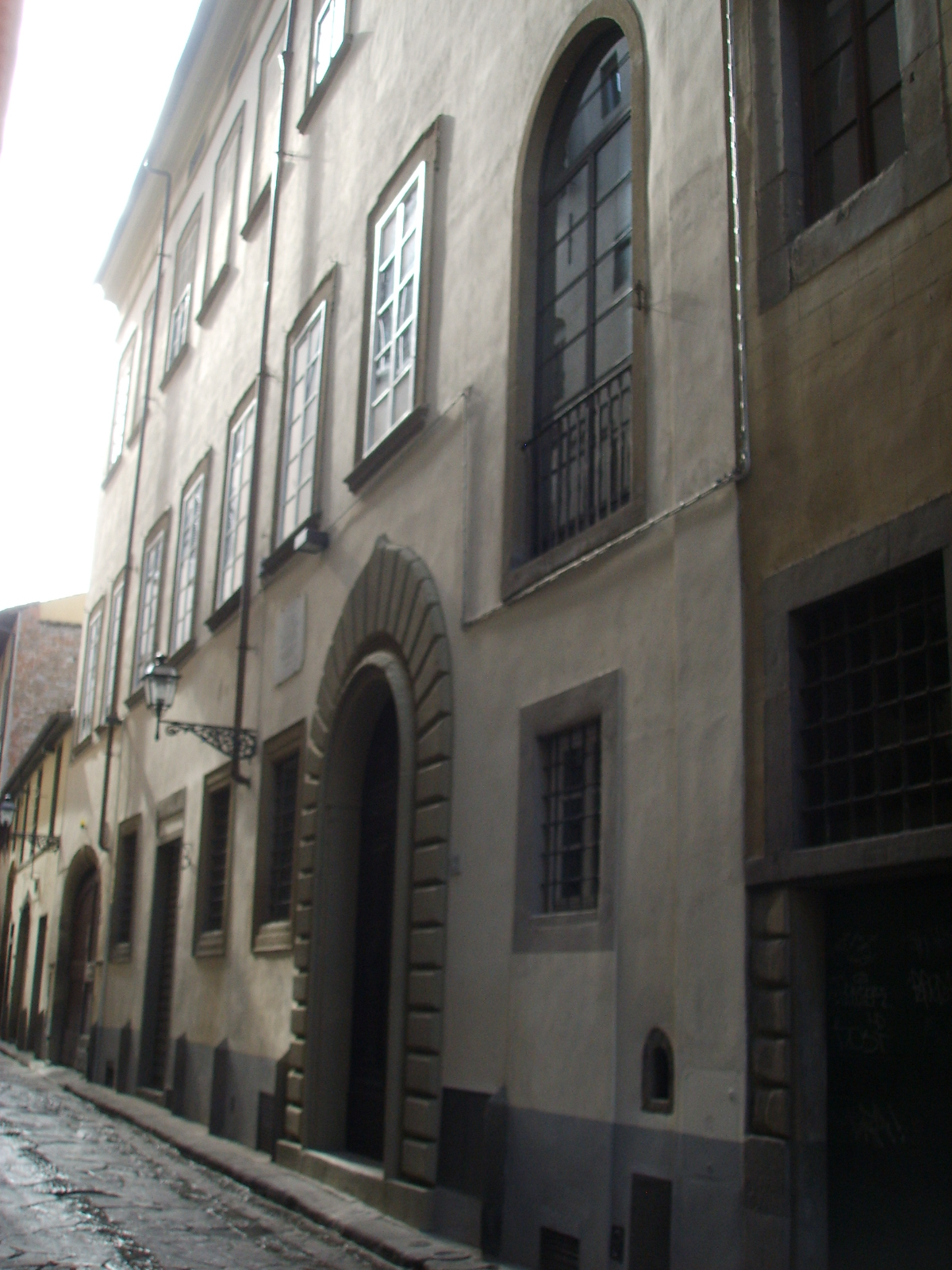
Veduta
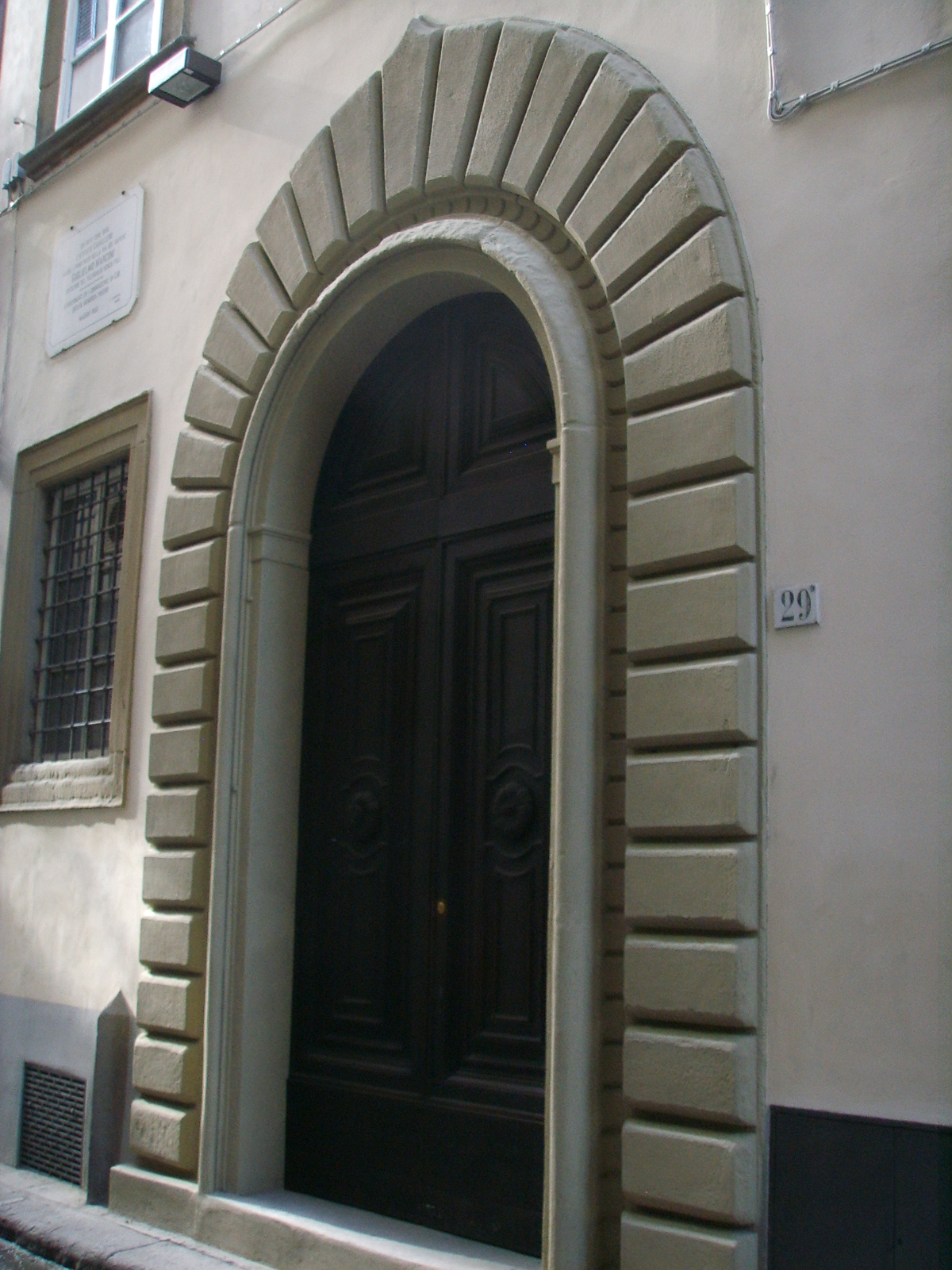
Il portale
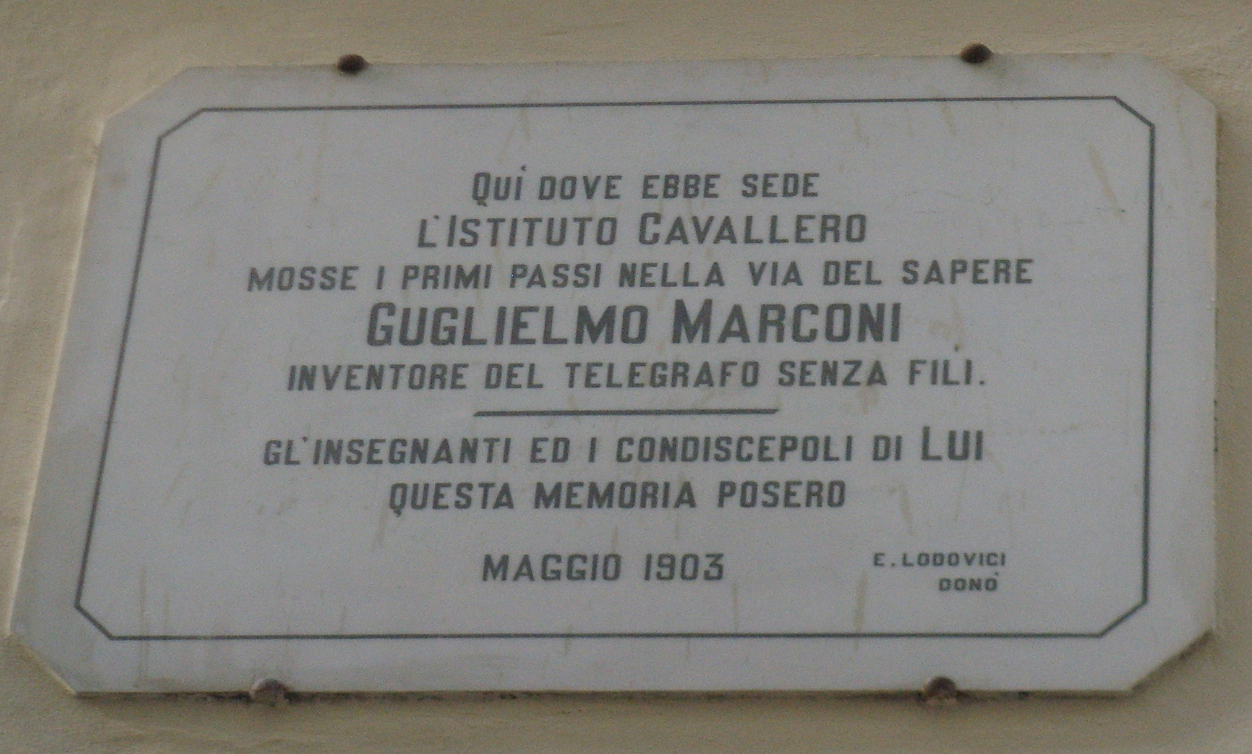
Targa a Guglielmo Marconi